# Creatonotos punctivitta
Creatonotos punctivitta är en fjärilsart som beskrevs av Walker 1855. Creatonotos punctivitta ingår i släktet Creatonotos och familjen björnspinnare. Inga underarter finns listade i Catalogue of Life.